# Cryptotis brachyonyx
Cryptotis brachyonyx is een spitsmuis uit de Cryptotis nigrescens-groep binnen het geslacht kortoorspitsmuizen (Cryptotis) die voorkomt in de bossen van de Cordillera Oriental tussen Bogota en Guaduas in het departement Cundinamarca (Colombia), op 1300 tot 2715 m hoogte. De soortnaam is afgeleid van de Griekse woorden βραχυς "kort" en ονυχ "klauw" en betekent dus "korte klauw".
C. brachyonyx is een vrij kleine kortoorspitsmuis met een relatief lange staart, lange rugvacht, kleine voorpoten en korte voorklauwen. Hij verschilt van andere soorten in een groot aantal schedelkenmerken.